# Bakshia australis
Bakshia australis är en insektsart som beskrevs av Irena Dworakowska 1981. Bakshia australis ingår i släktet Bakshia och familjen dvärgstritar. Inga underarter finns listade i Catalogue of Life.